# North Hinksey
North Hinksey – wieś w Anglii, w hrabstwie Oxfordshire, w dystrykcie Vale of White Horse. Leży 3 km na zachód od Oksfordu i 85 km na zachód od Londynu. W 2001 miejscowość liczyła 4316 mieszkańców.